# Morton (West Lindsey)
 (mars 2023).
Pour les articles homonymes, voir Morton.
Morton est une paroisse civile et un village du Lincolnshire, en Angleterre.